# PMCID
PMCID (ang. PubMed Central Identifier) – unikatowy identyfikator przypisany do każdego cytowanego artykułu naukowego bazy PubMed Central.